# Basstal
Inom matematiken är det i-te Basstalet av en modul M över en lokal ring R med restkropp k k-dimensionen av ExtiR(k,M). Mer allmänt är Basstalet μi(p,M) av en modul M över en ring R vid ett primideal p Basstalet av lokaliseringen av M för lokaliseringen av R (i förhållande till primidealet p). De introducerades av Hyman Bass (1963, p.11).
Basstalen beskriver den minimala injektiva resolutionen av en ändligtgenererad modul M över en Noethersk ring: för varje primideal p finns det en korrespondera odelbara injektiva modulen, och antalet gånger denna förekommer i i-te termen av en minimal resolution av M Basstalet μi(p,M).